# Кыдырбаева, Айгуль Куанышбаевна
Айгуль Куанышбаевна Кыдырбаева (каз. Айгүл Қуанышбайқызы Қыдырбаева; род. 21 августа 1967) — казахстанская судья. Судья Верховного Суда Республики Казахстан (2013—2022). Судья Конституционного Суда Республики Казахстан (с 1 января 2023 года).

## Биография
Июнь — октябрь 1995 года — судья Алматинского областного арбитражного суда.
1995—1996 годы — судья хозяйственной коллегии Алматинского областного суда.
2006—2006 годы — судья Бостандыкского районного суда города Алматы.
2006—2010 годы — судья специализированного финансового суда.
2010—2011 годы — судья Алматинского городского суда.
2011—2012 годы — председатель апелляционной судебной коллегии Алматинского городского суда.
2012—2013 годы — председатель судебной коллегии по гражданским и административным делам Алматинского городского суда.
В 2013—2022 годах года — судья Верховного Суда Республики Казахстан. В 2015—2021 годах — председатель специализированной судебной коллегии Верховного Суда.
С 1 января 2023 года постановлением Сената Парламента Республики Казахстан была назначена судьёй Конституционного Суда Республики Казахстан.